# Tim Kirke
Tim Kirke ligger i Tim Kirkeby lidt vest for landsbyen Tim i Tim Sogn, Ringkøbing-Skjern Kommune (Ribe Stift).

## Bygning og interiør
Kirkebygningen bærer præg af tre bygningsstile: Skibet er romansk, koret og våbenhuset er i renæssancestil, mens tårnet er gotisk. Skibet og koret er opført i kvadre, der fremstår ubehandlede, mens tårnet er hvidkalket.
Også inventaret og andre genstande i kirken stammer fra forskellige tidsperioder. Døbefonten er romansk, altertavlen fra omkring 1590 er i renæssancestil, mens glasmosaikken i koret og kaklerne på alterbordet er relativt nye, idet de er fremstillet af Jais Nielsen i 1957.

## Historie
Tim Kirke stammer fra omkring 1180. Kirkens opførelse har givetvis haft relation til tilstedeværelsen af en stor gård eller borg ved navn Thimgaard, hvis navn kan spores tilbage til i hvert fald 1290, som en anført på gravstenen for Konrad Frans, en af denne gårds ejere.
Kirken tilhørte i en periode familien Gyldenstierne, og Peder Gyldenstierne, der senere blev rigsmarsk, skal ifølge overleveringerne være bagmanden bag de to klokker, der nu findes i kirken, idet han hjembragte den ene fra krigstogt i Sverige under syvårskrigen i 1563. Derudover findes der i kirken et epitafium over en anden Gyldenstierne med familie, Knud Axelsen Gyldenstierne, der døde 1636.